# Budweis-Halbmarathon
Der Budweis-Halbmarathon (offiziell: Mattoni České Budějovice Half Marathon) ist ein Halbmarathon, der seit 2012 in Budweis in Tschechien stattfindet.

## Statistik

### Streckenrekorde
- Männer: 59:49 min, Daniel Chebii (KEN), 2012
- Frauen: 1:09:53 h, Agnes Jeruto Barsosio (KEN), 2017

### Siegerlisten
| Datum        | Männer                    | Nation                 | Zeit    | Frauen                | Nation     | Zeit    |
| ------------ | ------------------------- | ---------------------- | ------- | --------------------- | ---------- | ------- |
| 31. Mai 2025 | Khalid Choukoud           | Niederlande            | 1:04:08 | Mariia Mazurenko      | Ukraine    | 1:12:16 |
| 1. Juni 2024 | Sebastian Hendel          | Deutschland            | 1:03:38 | Maryna Nemchenko      | Ukraine    | 1:11:26 |
| 3. Juni 2023 | Tomasz Grycko             | Polen                  | 1:04:01 | Miliza Mirtschewa     | Bulgarien  | 1:14:56 |
| 4. Juni 2022 | Vít Pavlišta              | Tschechien             | 1:08:18 | Tereza Hrochová       | Tschechien | 1:12:04 |
| 1. Juni 2019 | Yassine Rachik            | Italien                | 1:03:02 | Lilia Fisikovici -2-  | Moldau     | 1:13:29 |
| 2. Juni 2018 | Luke Traynor              | Vereinigtes Königreich | 1:03:40 | Lilia Fisikovici      | Moldau     | 1:13:20 |
| 3. Juni 2017 | Justus Kipgosgei Kangogo  | Kenia                  | 1:02:47 | Agnes Jeruto Barsosio | Kenia      | 1:09:53 |
| 4. Juni 2016 | Barselius Kipyego         | Kenia                  | 1:00:30 | Ashete Bekere         | Äthiopien  | 1:10:40 |
| 6. Juni 2015 | Abraham Cheroben          | Kenia                  | 1:01:24 | Rose Chelimo          | Kenia      | 1:12:01 |
| 7. Juni 2014 | Geoffrey Kipsang Kamworor | Kenia                  | 1:00:09 | Betelhem Moges        | Äthiopien  | 1:12:31 |
| 8. Juni 2013 | Tamirat Tola              | Äthiopien              | 1:02:04 | Hurtesa Kedija        | Äthiopien  | 1:12:11 |
| 9. Juni 2012 | Daniel Chebii             | Kenia                  | 0 59:49 | Tadelech Bekele       | Äthiopien  | 1:10:54 |